# Skorzęcin (osada leśna)
Skorzęcin (dawn. Skorzęcin-Nadleśnictwo) – osada leśna w Polsce położona w województwie wielkopolskim, w powiecie gnieźnieńskim, w gminie Witkowo.
Obejmuje budynki dawnego nadleśnictwa Skorzęcin, istniejącego w latach 1821–1975. Obecnie w administracji Lasów Państwowych – jest to obręb leśny podległy Nadleśnictwu Gniezno.
W latach 1975–1998 miejscowość administracyjnie należała do województwa konińskiego.
Zobacz też: Raszewo